# المؤسسة (رواية)
المؤسسة، هي رواية خيال علمي ورعب وإثارة للكاتب الأمريكي ستيفن كينج. وقد أصدرت دار سكريبنر للنشر الرواية في 10 من سبتمبر 2019. يروي الكتاب قصة الفتى العبقري لوك إيليس، الذي اختُطف بعد أن قتل بعض المجرمين والديه ليستيقظ في المؤسسة. وهي منشأة تحوي أولادًا آخرين، ويمتلكون القدرة على التخاطر والتحريك العقلي، وجلبوا بطريقة مماثلة له، وقد تلقت رواية المؤسسة مراجعات إيجابية عند صدورها.

## الحبكة
يترك تيم جايمسون عمله في فلوريدا، ويتجهز للذهاب إلى نيويورك. في أثناء رحلته، ومن طريق الصدفة، يتخلى عن مقعده على متن الطائرة ليجد نفسه في بلدة دوبري الخيالية في جنوب كارولينا. يوافق جايمسون على العمل بصفة رجل شرطة نظرًا إلى خبرته السابقة في هذه الوظيفة.
في ضواحي مينابوليس، يقتل مجرمون عائلة الطفل العبقري ذي الإثني عشر عامًا لوك إيليس المالك لموهبة التخاطر قبل أن يخطفوه. يستيقظ إيليس في غرفة مشابهة لغرفة نومه داخل «المؤسسة»، وهي منشأة تقع في غابات ولاية مين. تحتوي المؤسسة على أولاد مختطفين آخرين يمتلكون القدرة على التخاطر والتحريك العقلي. يصادق لوك في المنطقة المعروفة بالنصف الأمامي من المؤسسة كاليشا ونيك، وجورج، وإيريس، ولاحقًا إيفري ديكسون ذوي العشرة أعوام، وهيلين سيمز. تكرس مديرة المؤسسة السيدة سيغبي وطاقمها طاقتهم لاستخراج قدرات الأطفال الفريدة على التخاطر والتحريك العقلي. يعذب الأولاد وتُجرى عليهم اختبارات لمحاولة تحسين قدراتهم، إضافةً إلى إيقاظ قدرات التخاطر عند الأولاد المالكين لموهبة التحريك العقلي. وعكس المتوقع، عند انتهاء التجارب، «يتخرج» الأولاد إلى النصف الخلفي من المؤسسة، الذي لم يعد أي شخص منه من قبل. يطور لوك قابليات ضعيفة على التخاطر نتيجة للتجارب التي خضع لها، ولكنه يُبقي هذا سرًا. بعد تخرجها إلى النصف الخلفي ترسل كاليشا رسائل تخاطرية لإيفري، الذي يمتلك قدرات تخاطر متقدمة. يكتشف إيليس حقيقة ما يجري في النصف الخلفي، وكيفية استغلال قدرات الأولاد المجتمعة لاغتيال بعض الأفراد حتى يموت الأولاد من التعب. يغدو لوك مصممًا على الهرب، وجلب المساعدة قبل أن يتخرج.
مع أنها تعمل واشية لدى المديرة سيجزبي، تجبر المشاكل المالية عاملة التنظيف ماورين على طلب المساعدة من لوك. وبعد مساعدته على الهرب من المؤسسة، تنتحر لتغطي اختفائه. تستغرق قوات أمن المؤسسة يومًا كاملًا لملاحظة اختفاء لوك، الذي يركب قطارًا متجهًا إلى بلدة دوبري. وهنالك قفز من القطار في أثناء إبطائه عند المحطة في دوبري. تعلم مالكة فندق في دوبري تعمل لدى المسؤولين في المؤسسة بوجود لوك في البلدة وتبلغهم. في أثناء ذلك، يتمكن لوك من إقناع تيم جايمسون وبضعة رجال شرطة آخرين بقصته، ويسلم شريف البلدة عصا ذاكرة تحمل اعترافات ماورين، إضافةً إلى فيديوهات مرعبة التقطت سرًا داخل النصف الخلفي من المؤسسة، التي تساعد على إقناعهم بمساعدته. يأتي طاقم من المؤسسة إلى بلدة دوبري، وتحدث مصادمة بالأسلحة النارية بينهم وبين شرطة البلدة. يقتل بعض رجال الشرطة وجميع الطاقم، عدا السيدة سيجزبي وطبيب من المؤسسة. يمسك لوك وتيم بالسيدة سيجزبي ويعيدانها إلى المؤسسة، وهناك يحاول مساعدها ستايكهاوس نصب كمين لهم. ولكن، ينتهي الكمين بمقتل السيدة سيجزبي غير المقصود بعد أن جعلها تيم تقود السيارة بدلًا عنه.
بينما كان لوك هاربًا، جمع بضعة أولاد من النصف الخلفي (ومن ضمنهم إيفري ديكسون الذي أرسل إلى النصف الخلفي لمعاقبته على مساعدته لوك على الهرب)، وهم الأولاد الذين فقدوا عقولهم نتيجة لبقائهم في النصف الخلفي لفترة طويلة وتنظيم ثورة، ولكنهم يتوقفون في منتصف الردهة بعد إعطاء ستايكهاوس أمرًا بقتلهم جميعًا، باستعمال غاز سام صنع من خلط مستحضرات التنظيف. عند ضخ الغاز، يجتمع إيفري وكاليشا وإيريس وجورج ونيك والبقية، للدفاع عن نفسهم باستخدام قدراتهم من طريق رفع أجزاء من المؤسسة في الهواء. تهرب كاليشا وجورج ونيك وهيلين، ولكن يقتل البقية عند انهيار الردهة العالقين فيها، إضافةً إلى موت طاقم المؤسسة، الذين استطاع بعضهم الهرب. يصطحب تيم لوك ومن نجا من أصدقائه معه. وبعد مضي أشهر، يأتي المسؤول عن السيدة سيغبي، وهو رجل يمتلك لثغة خفيفة في أثناء كلامه لزيارتهم، ويشرح لهم كيف كانت المؤسسة تستخدم الأولاد لمحاربة من يرى المستبصرون العاملون بأنهم يشكلون مصدر تهديد لأمن العالم، وأن المؤسسة هي منشأة واحدة فقط من منشآت عدة مماثلة لها حول العالم. ولكن حدثت ثورات متزامنة في جميع المنشآت، منسقة على ما يبدو من قبل إيفري من طريق التخاطر. يتجادل لوك مع الرجل بشأن إمكانية توقع أحداث المستقبل البعيد. ويدعي أن المستبصرين يستطيعون فقط توقع الأحداث القريبة فقط بدقة، لوجود عدد كبير من المتغيرات المتداخلة للفترات الزمنية الطويلة.
يوافق الرجل ذو اللثغة على ترك لوك وأصدقائه، إذا وعدوا بأن عصا الذاكرة لن ترى النور مجددًا، التي كانت مخبأة في خزنة مخفية يمتلك كل ناجٍ منهم مفتاحًا لها.